# Negrenii-Osebiți
Negrenii-Osebiți – wieś w Rumunii, w okręgu Teleorman, w gminie Tătărăștii de Jos. W 2011 roku liczyła 189 mieszkańców.